# Alien Sex Fiend
Gli Alien Sex Fiend sono una band goth rock formata a Londra nel 1980.

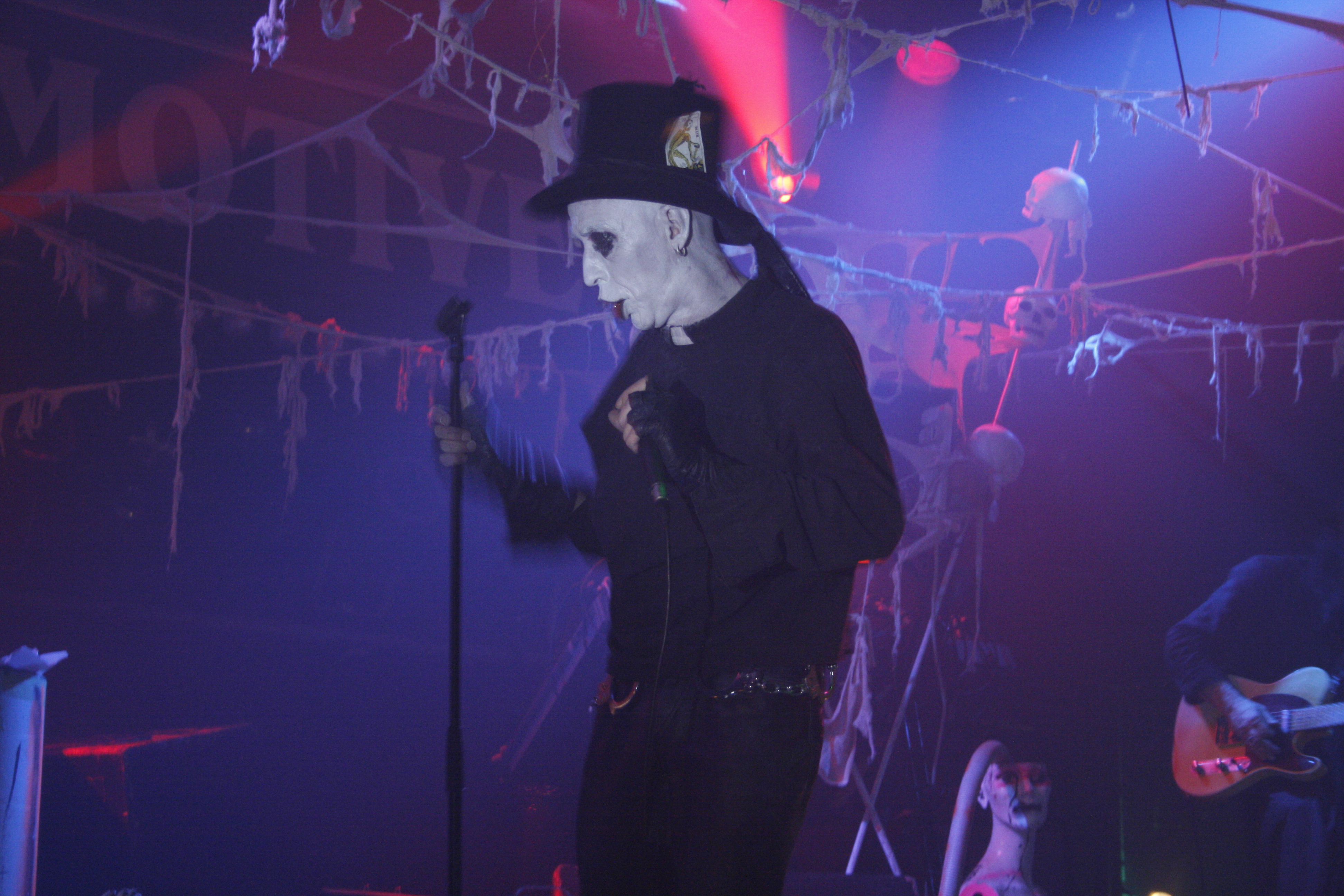
Nik Fiend, cantante degli Alien Sex Fiend nel 2007

## Storia
Il gruppo si forma nel 1980 e diventa conosciuto grazie al suo stile che mescola atmosfere horror (tipiche di Alice Cooper) e gotiche dark, con un suono sinistro e pesante (tipico dei Suicide).
Il gruppo è capitanato da Nick Wade, personaggio eccentrico e singolare, conosciuto con il soprannome di Nik "Fiend" (dal 1976-77 ha suonato con Demon Preacher e i No Longer Umpire), insieme alla moglie Christine Wade (detta Mrs. Fiend) al sintetizzatore, il chitarrista David James (detto Yaxi Highrizer) e il batterista Johnny Freshwater (detto "Ha Ha").
La band suona per la prima volta al Batcave di Londra nel dicembre 1980 e riscuote subito buone critiche.
Pubblicano nel 1983 i singoli Lips Can't Go e Ignore the Machine, estratti dall'album Who's Been Sleeping In My Brain?, un album dallo stile aggressivo con pochi elementi dello stile gotico.
Nel 1984 gli Alien Sex Fiend partono per un tour di sei settimane nel Nord America.
Il gruppo pubblica il suo secondo album Acid Bath nel 1984 e partono per un lungo tour in Inghilterra e Giappone.
Sempre nello stesso anno scalano le classifiche con i singoli R.I.P., Dead e Buried, ed E.S.T..
Con Acid Bath gli Alien Sex Fiend diventano molto famosi in Giappone dove la band diventa molto amata, infatti pubblica nel 1985 l'album live Liquid Head in Tokyo.
Lo stesso anno il batterista Johnny Ha-Ha lascia il gruppo, e lo stesso periodo esce I'm Doin' Time in a Maximum Security Twlilight Home. L'anno successivo esce It - The Album , e partono con Alice Cooper nel Nightmare Returns.
Nel 1987 la band pubblica Here Cum Germs, e David James (Yaxi Highrazer) lascia il gruppo.
Da allora i componenti rimasti modificano lo stile sperimentando (soprattutto con i sintetizzatori), e dal cambiamento del loro sound esce Another Planet 1988, e Curse nel 1990.
Entrano nella band il chitarrista Rat Fink Jr. e il tastierista Doc Milton e nel 1992 pubblicano Open Head Surgery. Pubblicano l'album dal vivo Altered States of America nel 1993, e lo stesso anno curano la colonna sonora del videogioco Inferno.
Con la pubblicazione dell'EP Evolution, orientato sul trance, dopo The Bat Cave Masters del 1998 gli Alien Sex Fiend mostrano un cambio di stile utilizzando un suono elettrico più pesante, con Nocturnal Emission del 1998.
Il nuovo sound si sente anche negli album successivi Re-Animated 2001, Information Overload del 2004 e Friend Club del 2005.

## Formazione

### Formazione attuale
- Nik Fiend - voce
- Chrissie Wade - sintetizzatore
- Rat Fink Jr - chitarra
- Doc Milton - tastiere

### Ex componenti
- David James - chitarra
- Johnny Freshwater - batteria

## Discografia

### Album studio
- 1983 - Who's Been Sleeping In My Brain?
- 1984 - Acid Bath
- 1985 - Maximum Security
- 1986 - It - The Album
- 1987 - Here Cum Germs
- 1988 - Another Planet
- 1990 - Curse
- 1992 - Open Head Surgery
- 1994 - Inferno
- 1997 - Nocturnal Emissions
- 2000 - Nocturnal Emissions (edizione speciale)
- 2004 - Information Overload
- 2010 - Death Trip

### Album dal vivo
- 1985 - Liquid Head In Tokyo
- 1989 - Too Much Acid?
- 1993 - The Altered States of America
- 2001 - Flashbacks! (Live 1995-1998)
- 2002 - Zombified

### Raccolte
- 1986 - The First Alien Sex Fiend Compact Disc
- 1987 - The Impossible Mission Mini-LP (USA)
- 1988 - All Our Yesterdays
- 1994 - Drive My Rocket (USA)
- 1995 - I'm Her Frankenstein (USA)
- 1995 - The Singles 1983-1995
- 1998 - The Batcave Masters (USA)
- 1999 - Fiend at the Controls Vols 1 & 2
- 2001 - The Best of Alien Sex Fiend
- 2005 - Fiend Club
- 2005 - The Very Best of Alien Sex Fiend
- 2006 - Para-Abnormal
- 2008 - R.I.P. – 12" Collection
- 2009 - Bat Cave Anthems

### Singoli
- 1983 - Ignore the Machine
- 1983 - Lips Can't Go
- 1984 - Dead And Buried UK #91
- 1984 - E.S.T. (Trip To The Moon)
- 1984 - R.I.P. (Blue Crumb Truck)
- 1985 - I'm Doing Time In a Maximum Security Twilight Home
- 1985 - Ignore the Machine (ristampa) UK #99
- 1985 - Ignore the Machine Electrode Mix
- 1986 - Get Into It
- 1986 - I Walk the Line
- 1986 - Smells Like...
- 1987 - Here Cum Germs
- 1987 - Hurricane Fighter Plane
- 1987 - Stuff The Turkey
- 1987 - The Impossible Mission
- 1988 - Batman Theme (pubblicato come Dynamic Duo)
- 1988 - Bun Ho!
- 1989 - Haunted House
- 1990 - Box Set of 5 Singles
- 1990 - Now I'm Feeling Zombiefied
- 1992 - Magic
- 1994 - Inferno - The Youth Mixes
- 1995 - Inferno - The Mixes
- 1996 - Evolution 12"
- 1996 - Evolution CD
- 1996 - Evolution Remixes 12"
- 1997 - On a Mission Remixes 12"
- 1998 - Tarot Mixes 12"